# Parque Patricios (Buenos Aires)
Parque Patricios es un barrio de la Ciudad Autónoma de Buenos Aires, Argentina, situado en la Comuna 4. Este barrio cuenta con varios parques públicos, lo que conforma uno de los más importantes pulmones verdes del ámbito porteño. En él se encuentra ubicada la Jefatura de Gobierno de la Ciudad de Buenos Aires.

## Ubicación geográfica
El barrio de Parque Patricios está comprendido por las calles Av. Juan de Garay, Av. Entre Ríos, Av. Vélez Sársfield, Av. Amancio Alcorta, Lafayette, Miravé, Lavardén, Vías del F.G.B., Cachi, Av. Almafuerte y Sánchez de Loria. Limita con los barrios de San Cristóbal al norte, Constitución al este, Barracas al sudeste, Nueva Pompeya al sudoeste, y Boedo al oeste.

## Historia

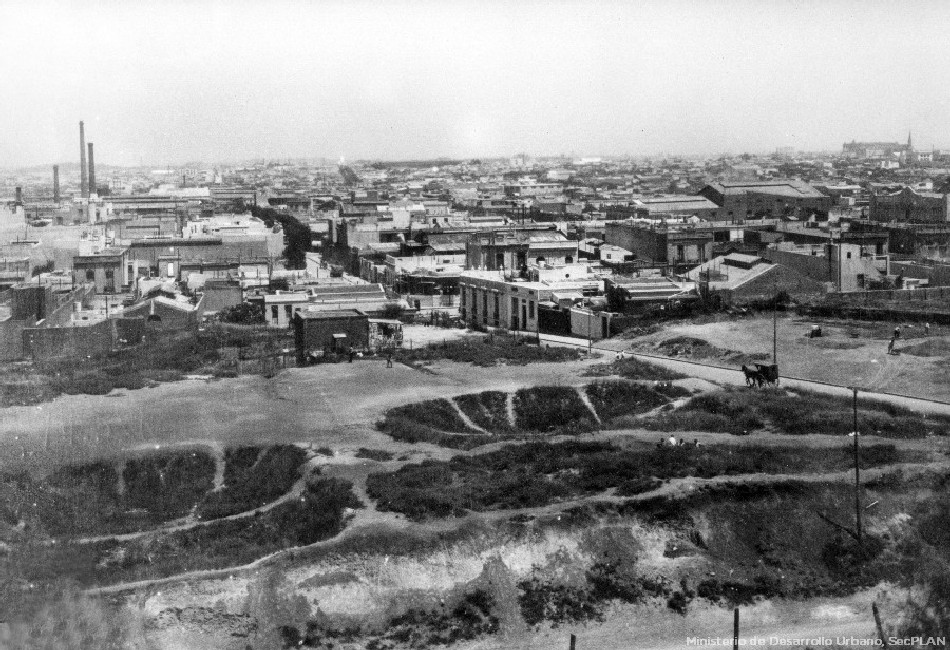
Vista del barrio en 1928, desde el Instituto Bernasconi en construcción. Se distingue el perfil de las chimeneas industriales. (Foto: AGN)

En el acervo popular, se lo considera barrio característico de la Ciudad Autónoma de Buenos Aires; carga en sus espaldas una rica historia de gente y sociedad. Un ejemplo es la teoría de Guillermo Furlong acerca de que la Primera Fundación de Buenos Aires se realizó en este ámbito, aceptada por algunos y rechazada por otros. En 1873 se inaugura el “Trencito de la Basura” que en siete viajes diarios llevaba las basuras de la ciudad, por lo que hoy es la calle Oruro, hasta detrás del Camino al Puente Alsina, donde se realizaba la quema. 
Ese funcionamiento le dio el mote de “La Quema”, designación extendida a veces a la principal institución deportiva que alberga el barrio, el Club Atlético Huracán. Este fue fundado en Nueva Pompeya, pero su sede social está en avenida Caseros 3159 y su estadio, el Tomás Adolfo Ducó (El Palacio), en Av. Amancio Alcorta 2570, dentro de los límites del barrio, del cual constituye símbolo y emblema. De todos modos, su mote más difundido es el de “El Globo” o “El Globito” en referencia a su ícono, el aerostato bautizado “Huracán” que tripulara Jorge Newbery.
También desde 1872 hasta 1902, funcionó donde hoy está el propio Parque de los Patricios, el Matadero de los Corrales, donde se faenaba el ganado que llegaba del interior y en cuyos alrededores se instalaron fondas y prostíbulos, donde el cantar de los payadores se fue transformando en la música ciudadana (milonga y desde 1870 el tango).
El uso del cuchillo por sus trabajadores los hizo hábiles en el llamado “duelo criollo”, y los arquetipos del tango: el guapo así como los cirujas del Barrio de “Las Ranas” o de “Las Latas” remiten a su geografía.
El intendente municipal instruyó a Carlos Thays, quien en marzo de 1902, presentó el plano del paseo con el título “Parque Patricios”, incluyendo sectores que se construyeron tal cual (todo el frente de la avenida Caseros y el sector este hasta la calle Uspallata) y otros donde hubo cambios.
En septiembre de ese año, el Concejo Deliberante aceptó la denominación de “Patricios” para el paseo Parque Patricios, que se inauguró en ese mes de 1902.
Con el tiempo, el barrio fue siendo reconocido por su emblemático parque, dejando de lado su antigua identificación con los Corrales, al tiempo que una población trabajadora y muchas industrias desplazaban las antiguas construcciones.
Reconocido como barrio de obreros ya desde comienzos del siglo XX, fue elegido en diversas oportunidades por la Municipalidad de Buenos Aires para la construcción de diversos proyectos de vivienda pública para la clase trabajadora, entre ellos el llamado Barrio La Colonia (1914) y la Casa Colectiva Valentín Alsina (1919). Durante la década de los 50 se construyeron mediante planes de fomento a la vivienda espacios urbanos para los sectores populares, en especial  las viviendas públicas edificadas por el Estado bajo la modalidad de grandes conjuntos habitacionales.

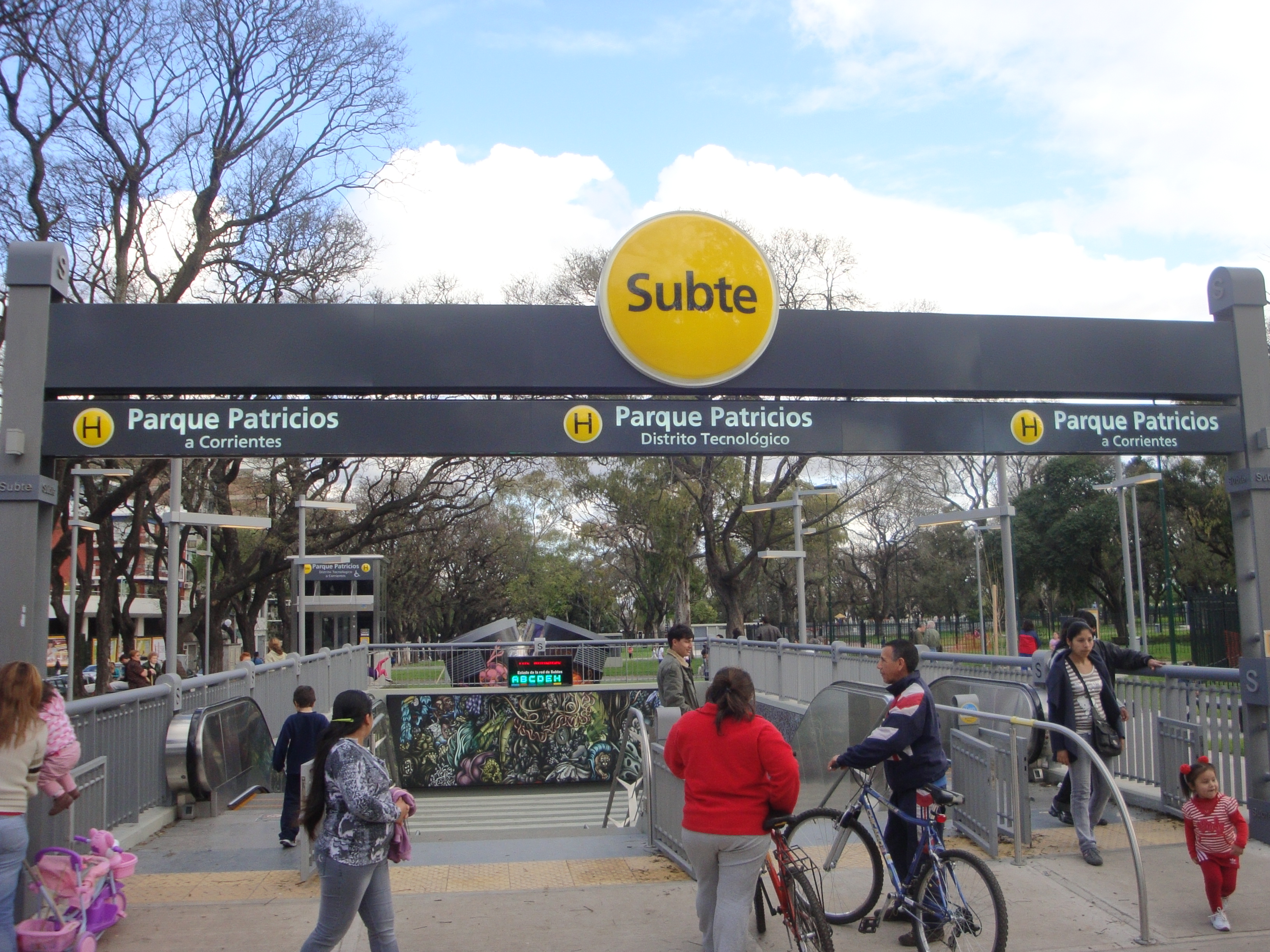
Entrada a la estación Parque Patricios, la llegada de la línea H de subtes y la apertura del distrito tecnológico han cambiado la fisonomía del barrio.

En 1998, se proyectó llegar al parque con la Línea H de subterráneos, el barrio experimentó un nuevo florecer y se instalaron nuevos comercios.
Parque Patricios se caracteriza por galpones, fábricas y depósitos,[cita requerida] que son sustituidos por modernos edificios de oficinas
En el año 2020 comenzó la mundanza al barrio del Archivo General de la Nación (AGN); ocupará el corazón del barrio en un moderno edificio diseñado durante la presidencia de Fernández.
El barrio alberga la Jefatura de gobierno porteño frente al Parque de los Patricios, los ministerios de Desarrollo Urbano, Modernización, Ambiente y Espacio Público, Desarrollo Económico y la Sindicatura General de la Ciudad.
El barrio es aledaño a uno de los asentamientos populares más grandes de la ciudad, villa 21-24. En los ùltimos dos años, se han dado procesos de gentrificacion en el barrio, una de las posibles razones de la cantidad de locales comerciales vacíos, principalmente sobre el eje de la avenida Caseros. El cruce con la calle La Rioja se considera el centro neurálgico comercial de Parque Patricios. Allí está la plazoleta Corrales Viejos con el monumento a Bernardo de Monteagudo, y comienza el Parque de los Patricios. Frente a él, se alza la Casa Colectiva Valentín Alsina, en el número 3159, con un amplio frente que da a la avenida, y en la manzana de casas que también delimitan las calles General Urquiza, Rondeau y 24 de Noviembre, tiene su sede el Club Atlético Huracán. En el 135 de la calle Pepirí, podemos ubicar el predio Polideportivo Parque Patricios, un espacio que brinda a la comunidad diversas actividades deportivas y recreativas con el objetivo de iniciarse, desarrollarse y formarse en diversos deportes; esto genera un espacio de inclusión y equidad para todos los vecinos del barrio.

## Cultura
Posee el mayor palacio educativo de la Ciudad de Buenos Aires. En lo que fue la quinta del geólogo  Francisco Pascasio Moreno (“Perito Moreno” en la jerga local), un predio de hectárea y media aproximadamente, se yergue desde su inauguración en 1929 el Instituto Félix Fernando Bernasconi, que incluye cuatro escuelas primarias, una de coro y orquesta, dos museos, un salón de actos considerado el pequeño Teatro Colón, y dos piletas. Importantes educadores ejercieron allí su oficio, entre quienes se destacó la tarea de la pedagoga Martha Salotti.
Enfrente, por la calle Esteban de Luca, se levanta la Maternidad Ramón Sardá, creada por donación en 1934, que tiene año tras año el récord de niños nacidos en el país.
Existen como museos las casas donde vivieron Tomás Espora (Caseros 2530), héroe naval y primer oficial argentino en circunvalar el planeta, y Genaro Giacobini (Caseros 3071), creador del guardapolvo blanco escolar y promotor de la existencia del Ministerio de Salud Pública, que quedó en la memoria colectiva -según narraba el periodista Diego Lucero- por sus arengas socialistas en la tribuna del estadio, antes de los partidos de fútbol.
Se demolió en 1946 la casa donde falleció Remedios de Escalada, y donde permaneció un mes antes de partir a Europa en 1823 el general San Martín (Monasterio y Caseros).
En sus límites, nacieron los hermanos Oscar y Juan Gálvez, Adolfo Pedernera, Carlos Babington y el campeón olímpico de boxeo Oscar Casanova, y aunque hubieran nacido fuera de ellos, se identificaron siempre con Parque Patricios Oscar Natalio “Ringo” Bonavena y Horacio Accavallo.
Gardel venía a ensayar con Guillermo Barbieri, mientras Enrique Santos Discépolo se hacía adolescente en el barrio; se cruzaba  seguido con Homero Manzi, y ambos aprendían a escribir letras de tango de otros vecinos como José Rial, o mamaban la bohemia de Onofrio Pacenza o Facio Hebequer (artistas plásticos).
Ángel Vargas le pondría la voz al barrio de sus amores.

## Galería

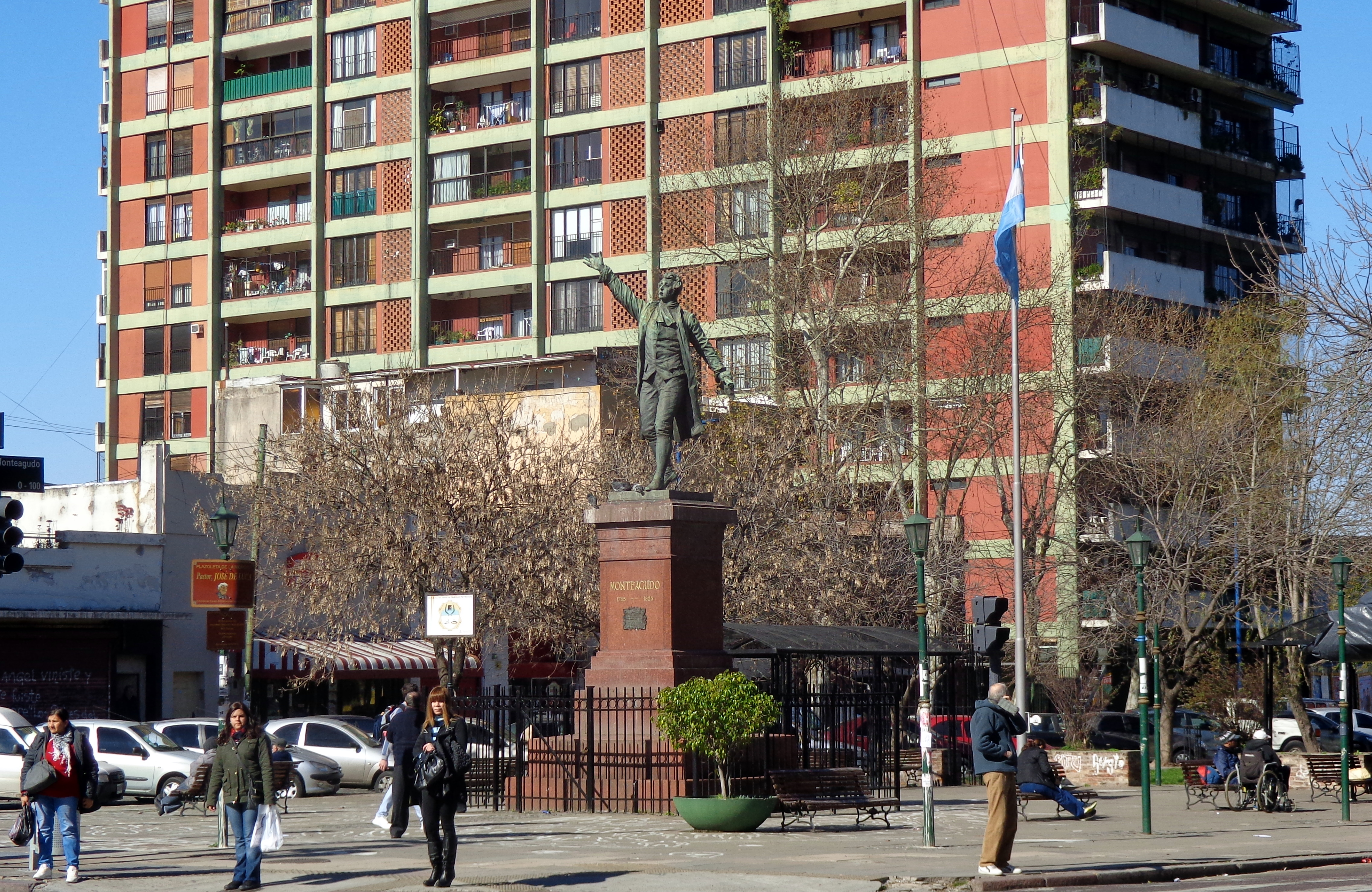
Plazoleta Pringles y Monumento a Bernardo de Monteagudo
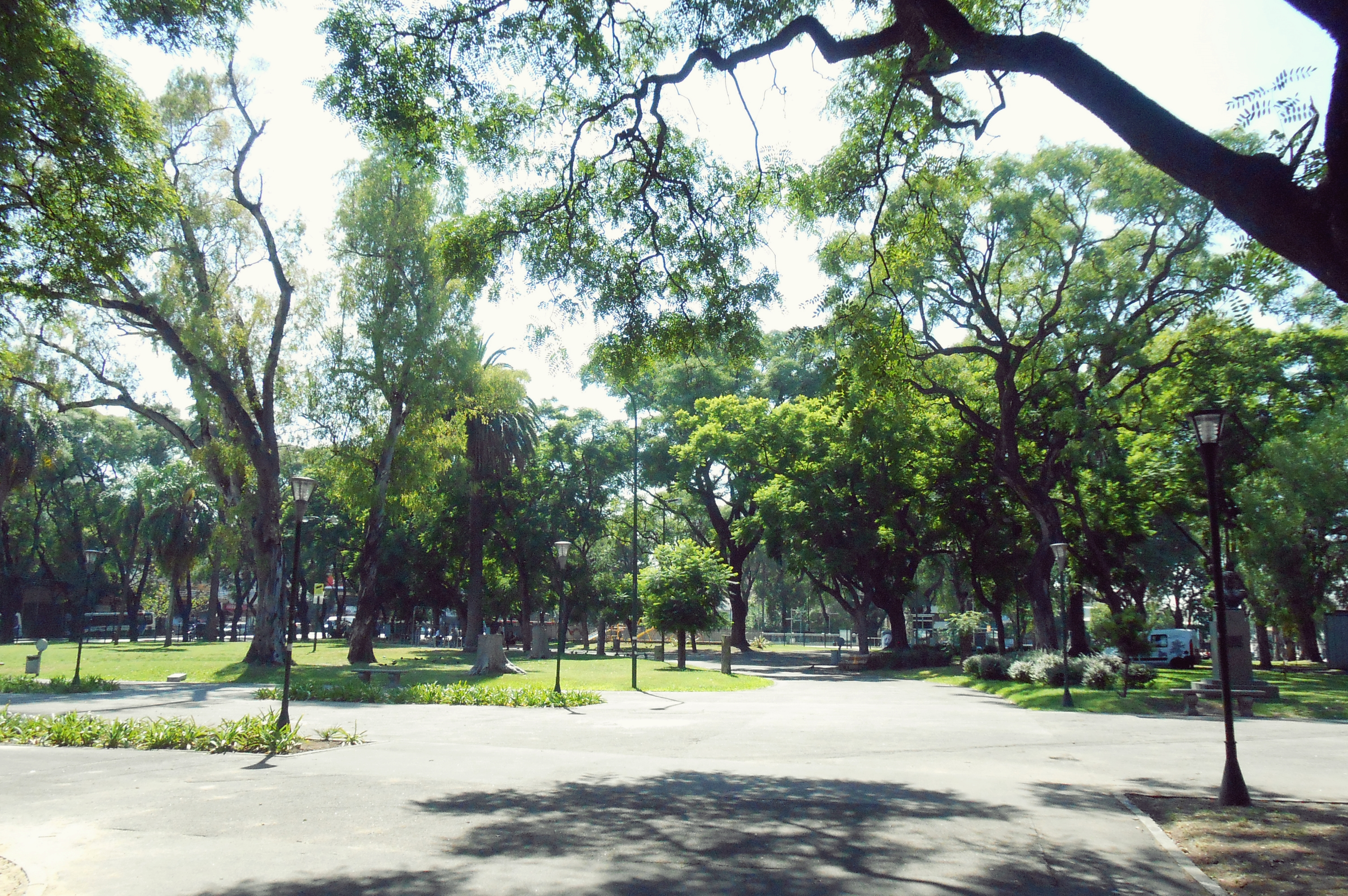
Parque de los Patricios
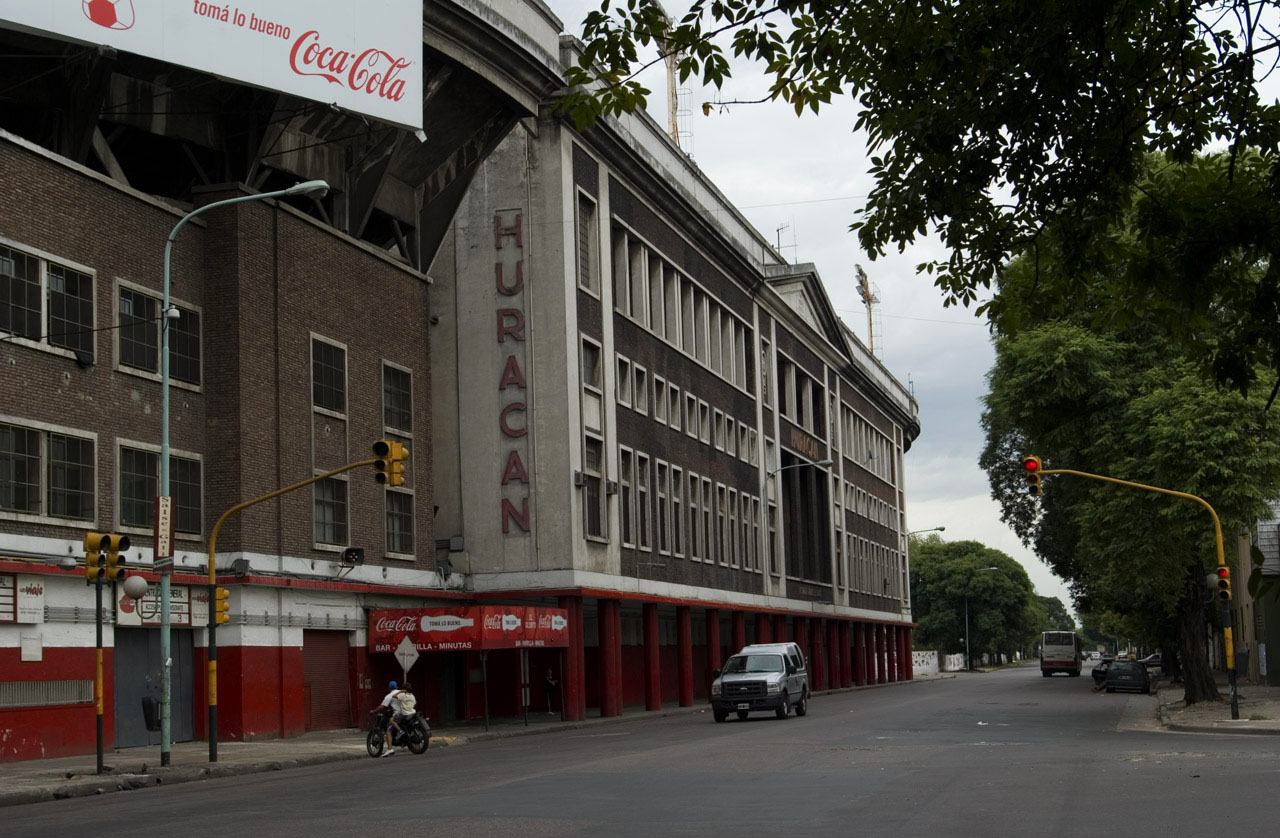
Estadio Tomás Adolfo Ducó
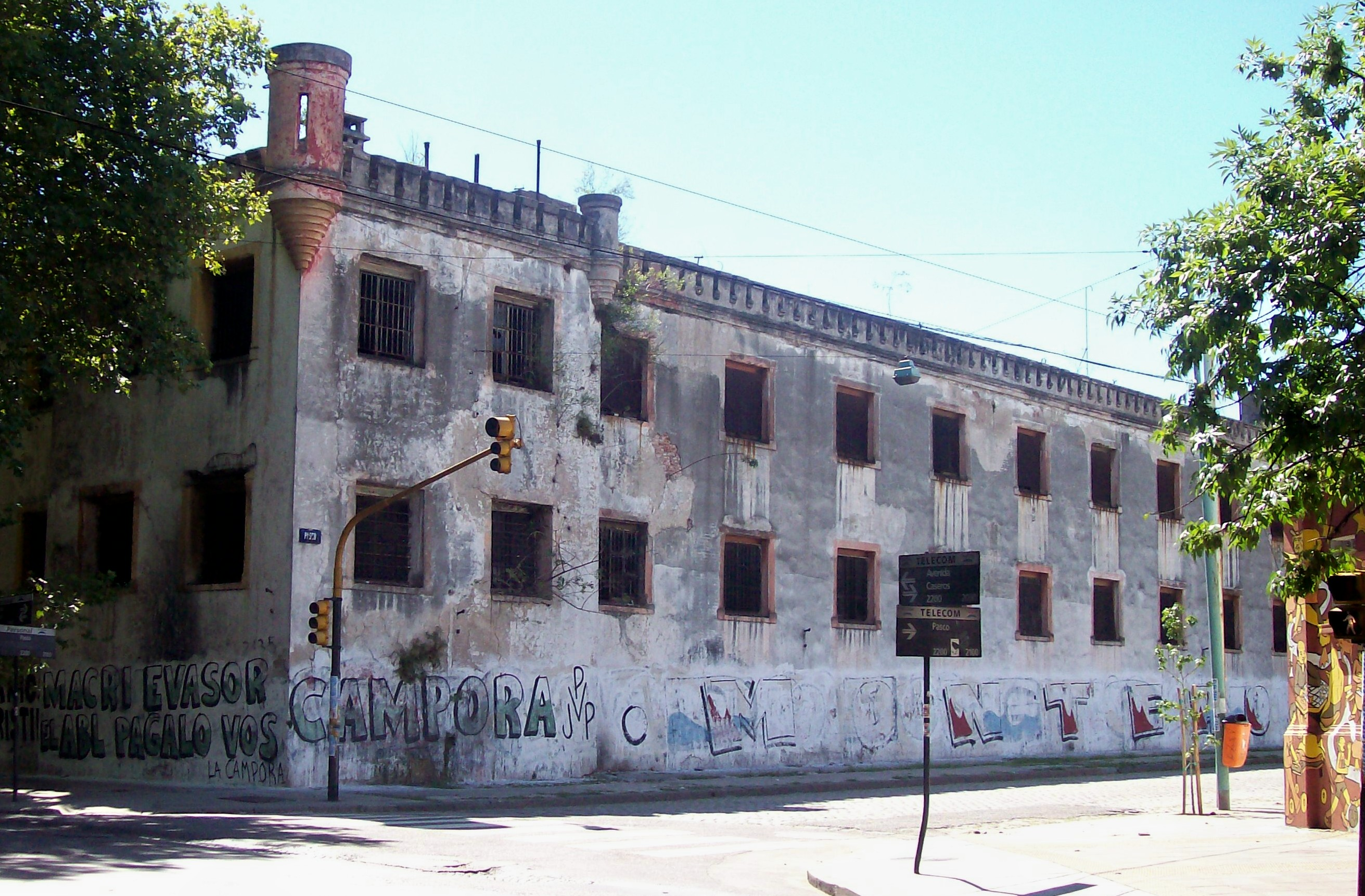
Antiguo edificio de la Cárcel de Caseros
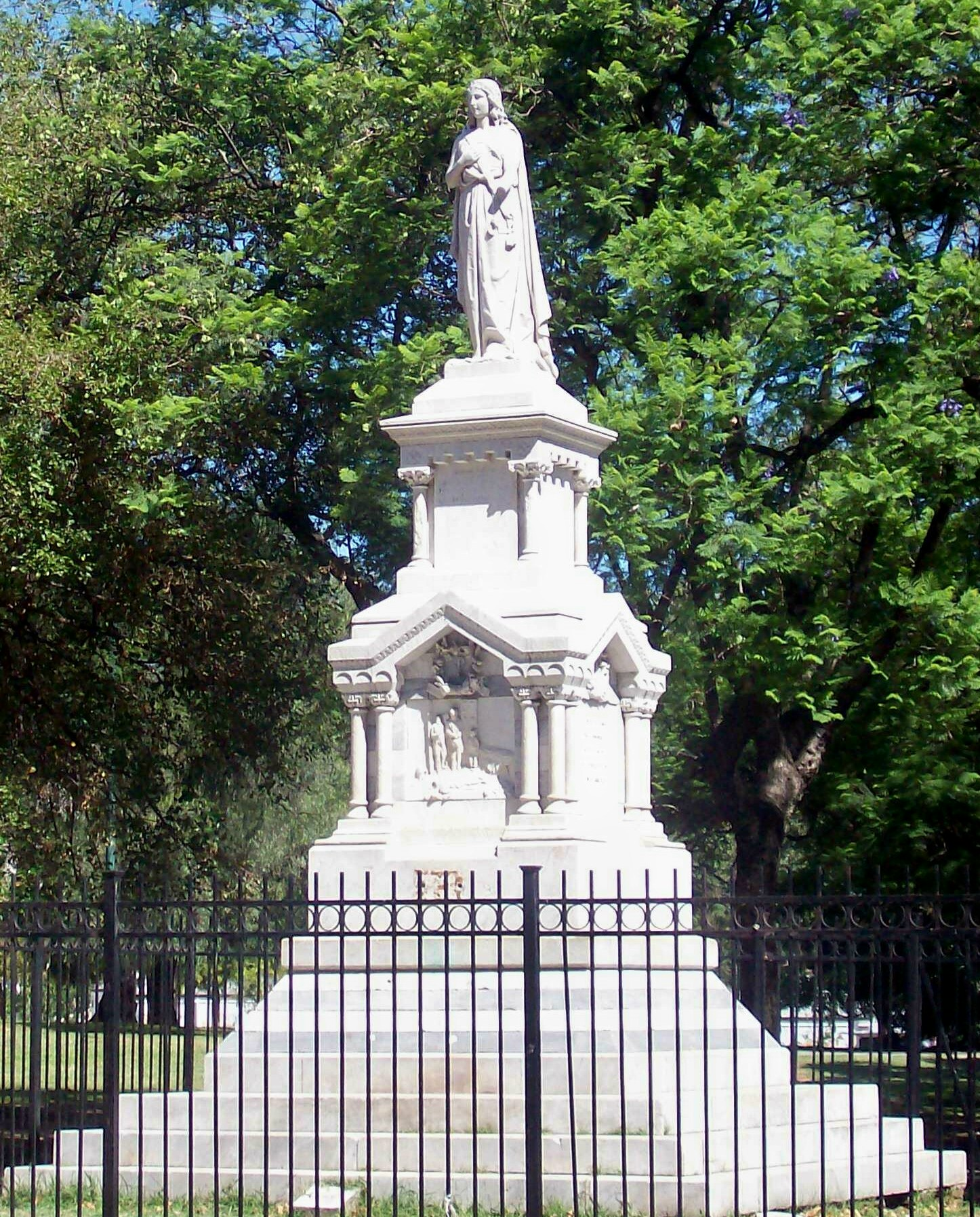
Monumento las víctimas de la fiebre amarilla, en el Parque Ameghino
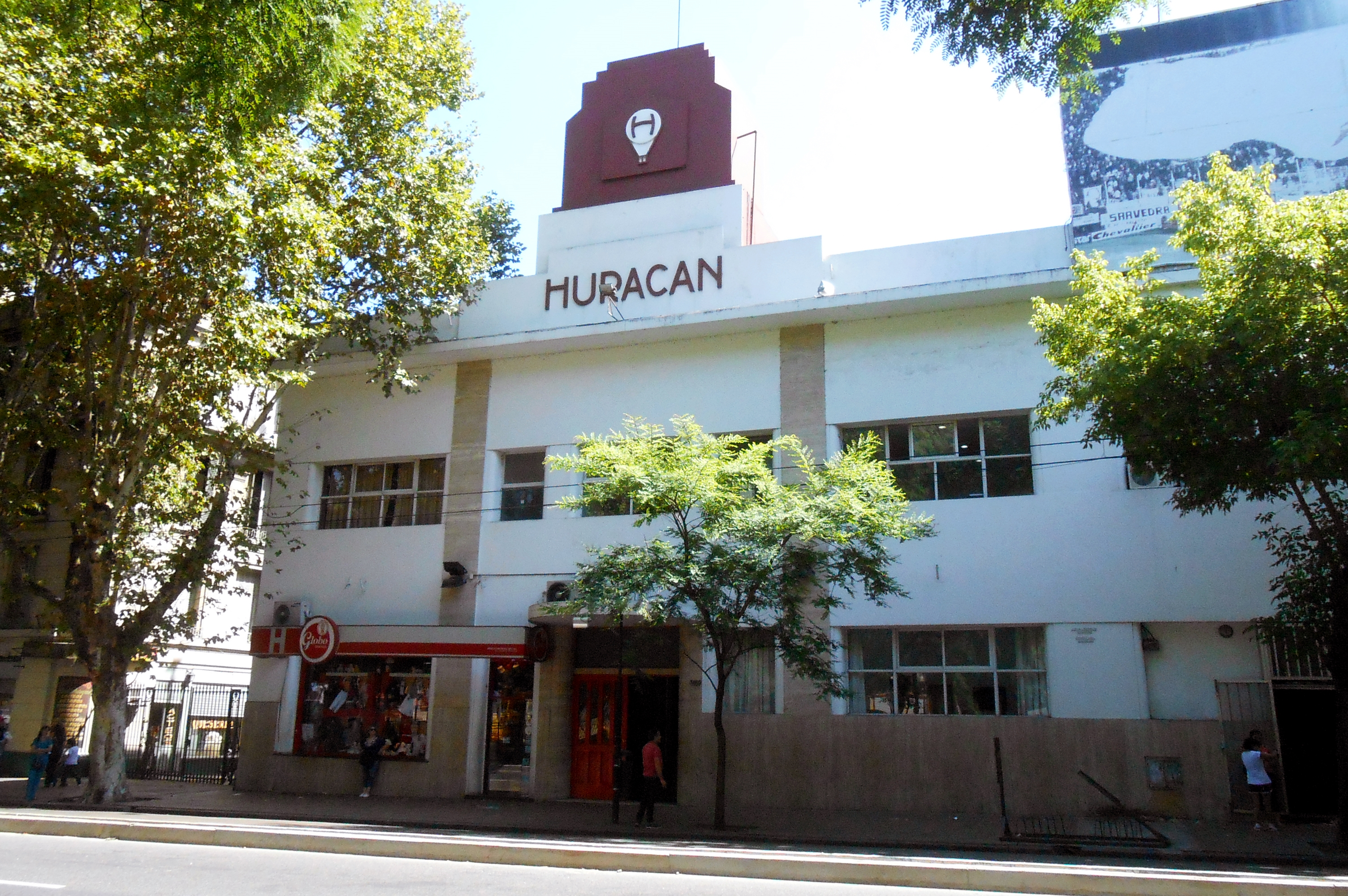
Sede del Club Atlético Huracán
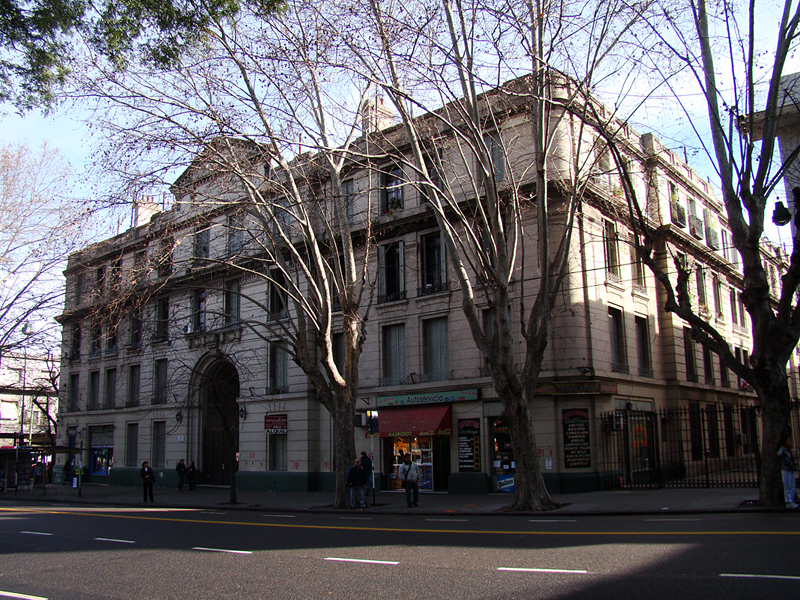
Casa Colectiva Valentín Alsina
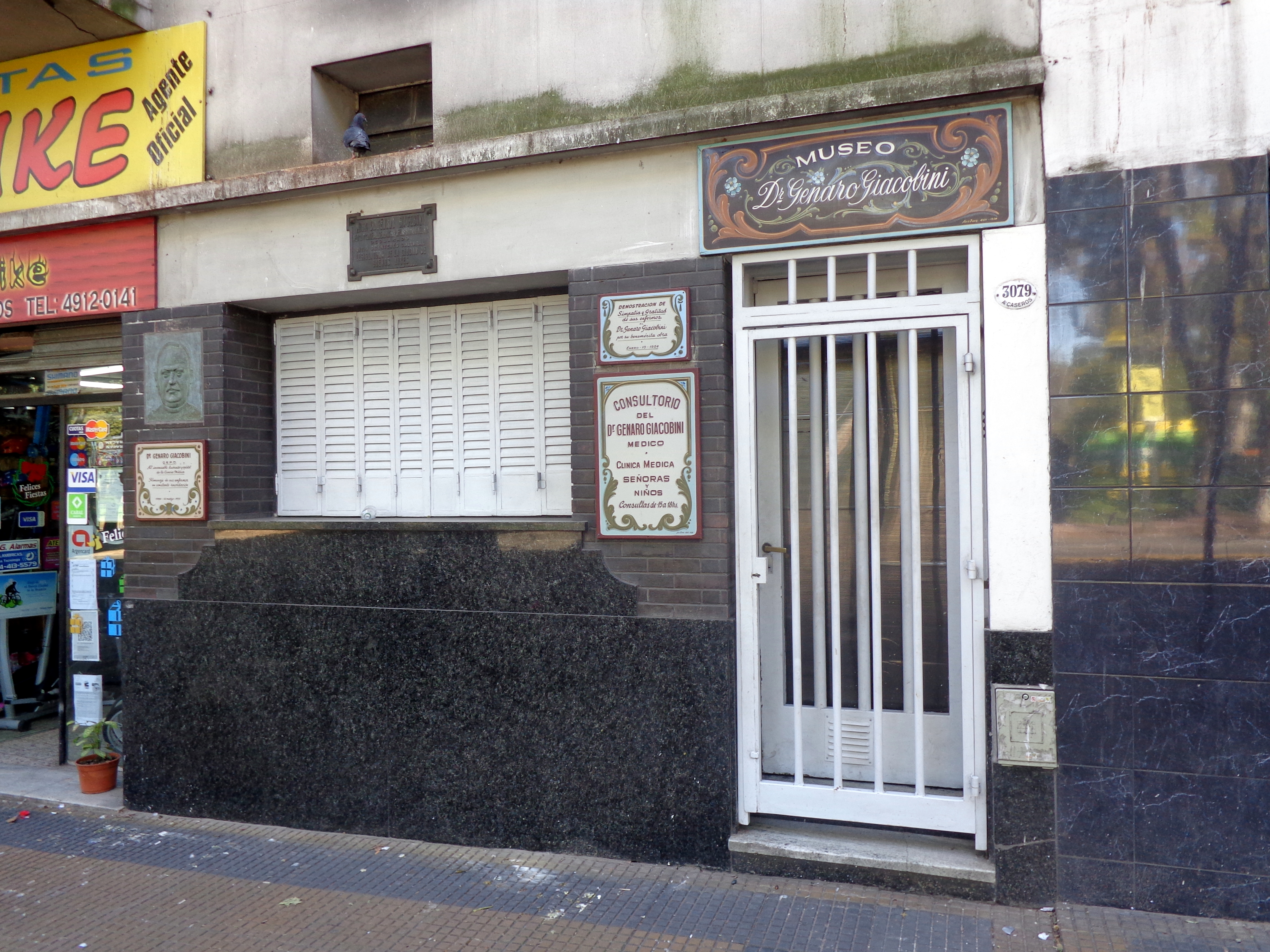
Museo Dr. Genaro Giacobini, declarado Sitio de Interés Cultural por la Legislatura de la Ciudad de Buenos Aires
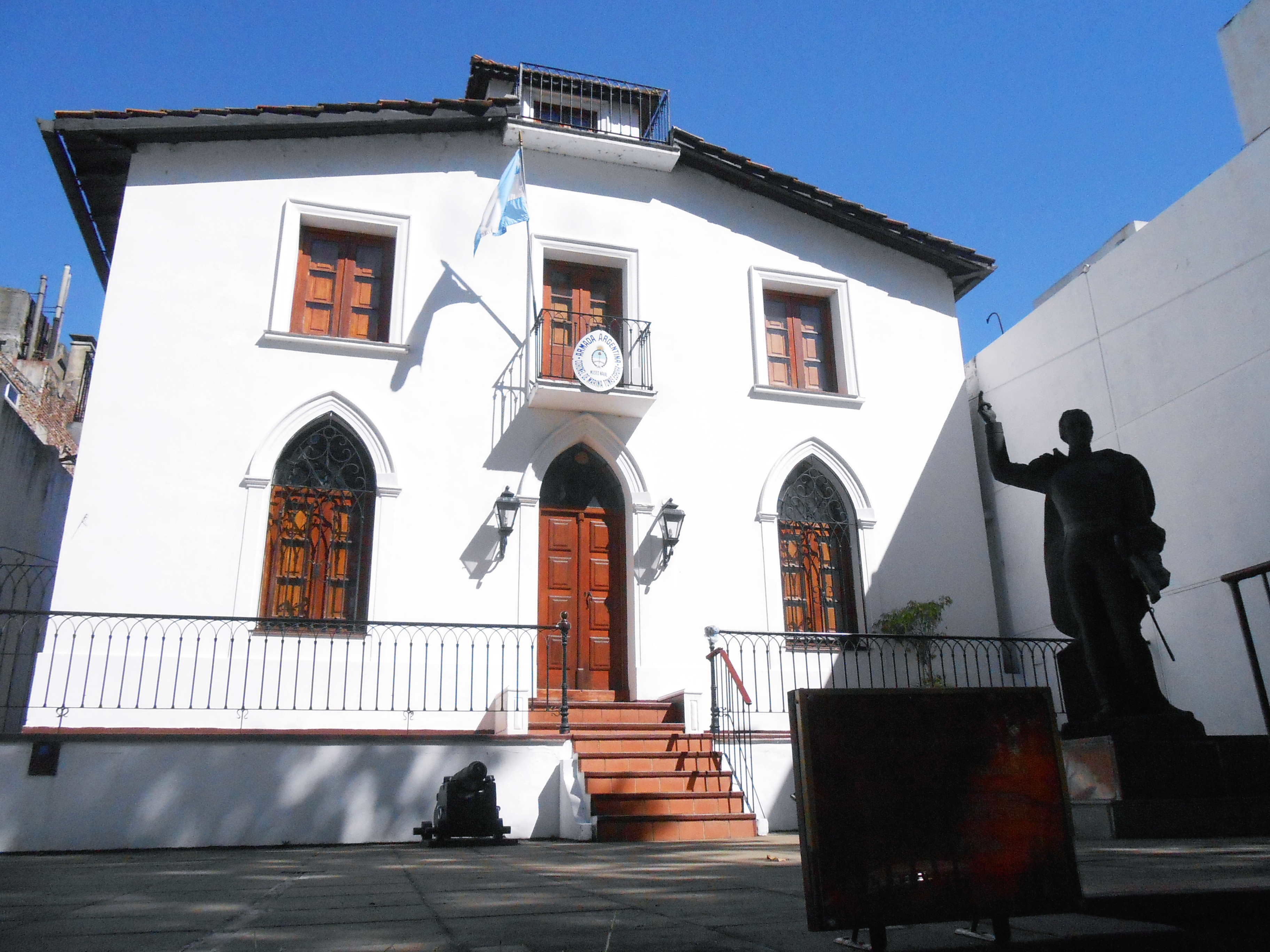
Museo Naval Tomas Espora
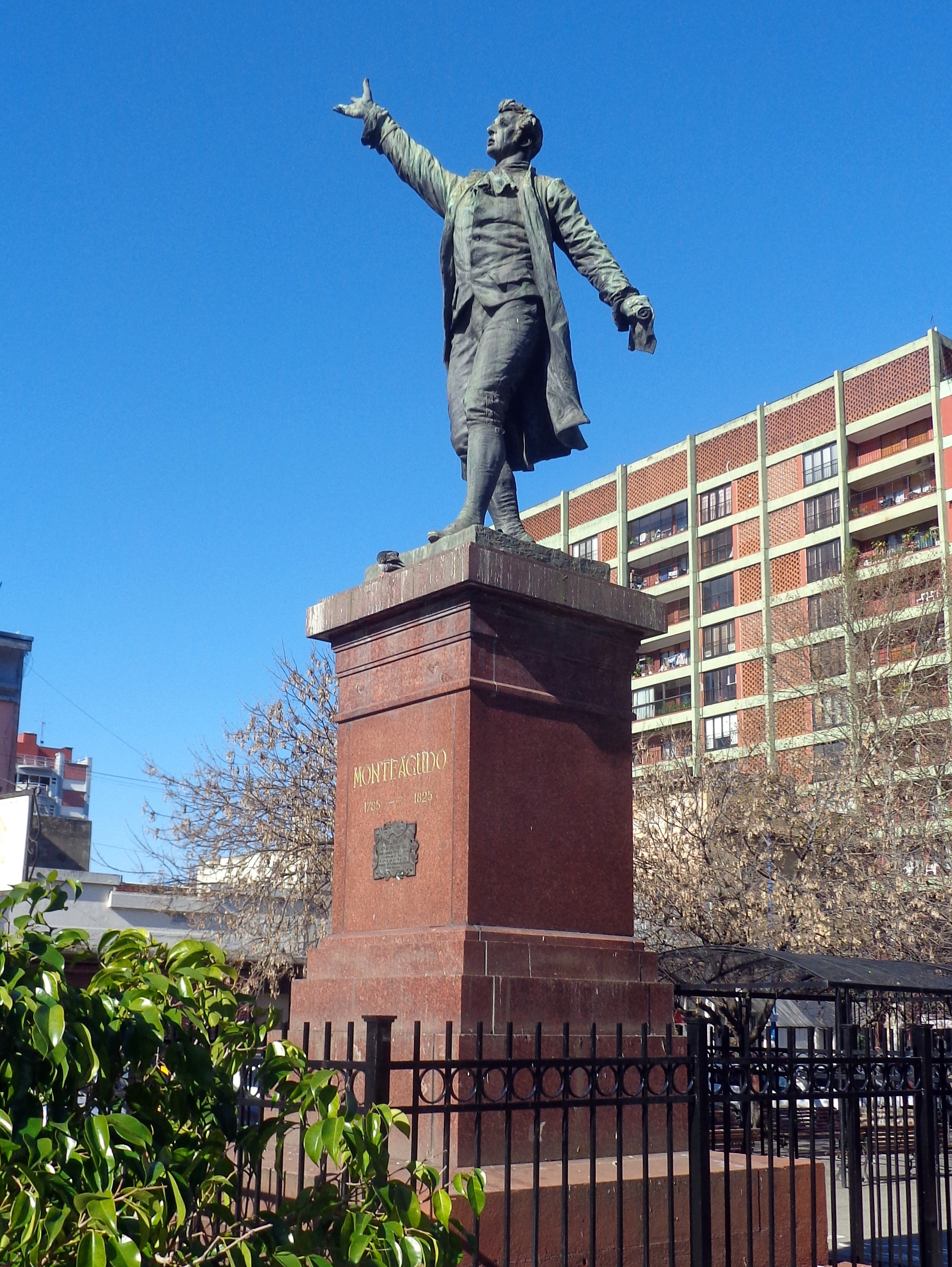
Monumento a Monteagudo, Parque Patricios